# Aleksandrówka (Nowy Sącz)
Aleksandrówka – peryferyjna część miasta Nowy Sącz, położona na południu miasta, w rejonie ulic Mała Poręba i Stadnickich.
Włączona do Nowego Sącza 2 lutego 1977 jako część wsi Poręba Mała.